# Obrona Pociechy
Obrona Pociechy – walki obronne toczone przez żołnierzy Grupy AK „Kampinos” w czasie powstania warszawskiego 1944 w rejonie przysiółka Pociecha na południowo-wschodnim skraju Puszczy Kampinoskiej.
Pociecha stanowiła jedną z najważniejszych pozycji obronnych Grupy „Kampinos”, gdyż uniemożliwiała Niemcom korzystanie z dogodnych leśnych traktów oraz blokowała dostęp do wnętrza puszczy. Na przełomie sierpnia i września 1944 żołnierze AK stoczyli w tym rejonie sześciodniową walkę pozycyjną, w trakcie której odparli liczne ataki kolaboracyjnej Brygady Szturmowej SS RONA. W połowie września Niemcy podjęli kolejną próbę zdobycia Pociechy, lecz polscy żołnierze ponownie zdołali odeprzeć wszystkie ataki. Przysiółek znalazł się w niemieckich rękach dopiero w ostatnich dniach września.
Według Mariana Podgórecznego walki stoczone w obronie Pociechy były najdłuższą bitwą partyzancką rozegraną na ziemiach polskich w okresie niemieckiej okupacji.

## „Niepodległa Rzeczpospolita Kampinoska”
Po wybuchu powstania warszawskiego działania zbrojne objęły również Puszczę Kampinoską, gdzie do walki przystąpiły oddziały VIII Rejonu „Łęgów” Obwodu VII „Obroża” Okręgu Warszawskiego AK. W przeddzień powstania struktury VIII Rejonu mogły wystawić dwa bataliony piechoty o sile pięciu kompanii pierwszej linii, przy czym zaledwie ok. 350–400 żołnierzy było uzbrojonych. Szczęśliwie dla strony polskiej układ sił w Puszczy Kampinoskiej uległ diametralnej zmianie pod koniec lipca 1944, gdy w Dziekanowie Polskim stanęło Zgrupowanie Stołpecko-Nalibockie AK przybyłe z Puszczy Nalibockiej na Kresach Wschodnich. Liczyło ono 861 dobrze uzbrojonych żołnierzy, a na jego czele stał por. Adolf Pilch ps. „Góra”/„Dolina” – „cichociemny”, doświadczony partyzant prowadzący od jesieni 1943 walkę z Niemcami i partyzantką sowiecką. Po wybuchu powstania w puszczy pojawiły się jeszcze niewielkie oddziały AK z różnych dzielnic Warszawy, które opuściły miasto po niepowodzeniu pierwszych polskich natarć w godzinie „W”. Stopniowo docierały tam również oddziały z sąsiednich rejonów i obwodów Okręgu Warszawskiego AK, a także z Podokręgu Zachodniego Obszaru Warszawskiego AK.
Na bazie napływających wciąż do puszczy oddziałów utworzono w połowie sierpnia partyzanckie zgrupowanie o nazwie Grupa „Kampinos”. W szczytowym momencie liczyło ono około 2700 żołnierzy i 700 koni. Pod koniec sierpnia Grupa „Kampinos” kontrolowała już niepodzielnie centralny i wschodni obszar Puszczy Kampinoskiej, obejmujący wsie: Ławy, Łubiec, Roztoka, Kiścinne, Krogulec, Wędziszew, Brzozówka, Truskawka, Janówek, Pociecha, Zaborów Leśny i Wiersze. Polskie patrole były także w stanie penetrować liczne sąsiednie miejscowości, nieobsadzone dotychczas przez nieprzyjaciela. Obszar opanowany przez żołnierzy AK nazywany był „Niepodległą Rzecząpospolitą Kampinoską”. Jej nieformalną stolicą były Wiersze, gdzie ulokowana była kwatera główna Grupy „Kampinos”.
Zadanie odgrodzenia Warszawy od „Niepodległej Rzeczypospolitej Kampinoskiej” dowództwo niemieckie powierzyło początkowo węgierskiej 12 Dywizji Rezerwowej z II Korpusu Rezerwowego. Niemcy szybko zorientowali się jednak, że stworzony przez sojuszników kordon pozostaje w dużej mierze fikcją, gdyż Honvédzi jawnie sympatyzują z Polakami. Węgierskie dowództwo odrzuciło co prawda polską propozycję zmiany sojuszu, niemniej obie strony zawarły nieformalny „pakt o nieagresji”. Węgrzy nie przeszkadzali w utrzymywaniu komunikacji między oddziałami leśnymi a powstańczym Żoliborzem – kilkukrotnie zezwalając nawet na przemarsz zwartych i dobrze uzbrojonych oddziałów AK w pobliżu swoich placówek. W rezultacie Niemcy byli zmuszeni wycofać Węgrów z okolic Warszawy i przystąpić do wzmacniania kordonu wokół miasta (koniec sierpnia).

## Obrona Pociechy w dniach 28 sierpnia – 2 września

### Ataki RONA

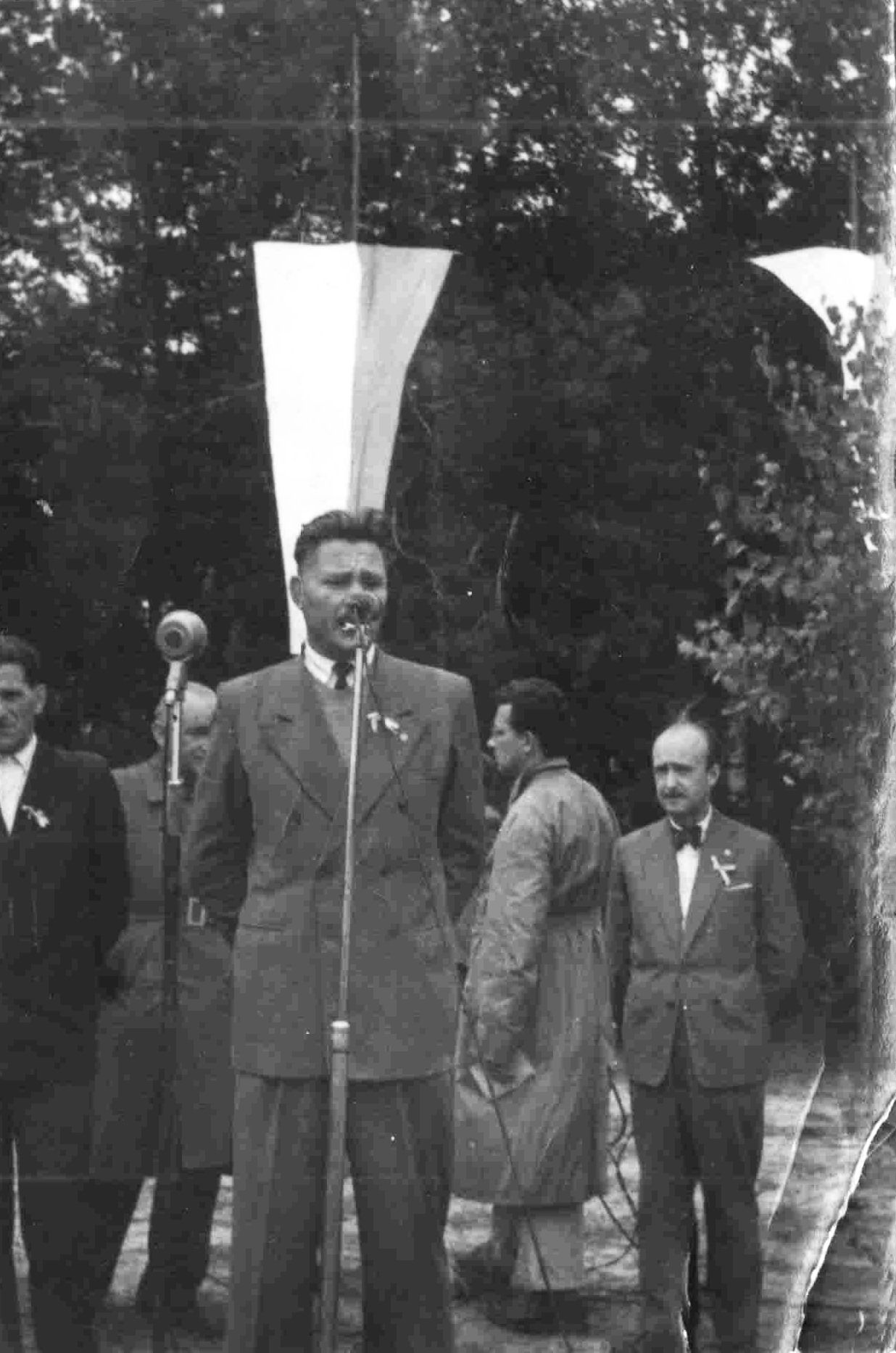
Dowódca kompanii „Jerzyków” por. Jerzy Strzałkowski podczas obchodów rocznicowych w Pociesze, rok 1957

27 sierpnia okolice Truskawia i Sierakowa obsadziły pododdziały wydzielonego pułku z Brygady Szturmowej SS RONA, liczące blisko 1500 żołnierzy. RONA była formacją kolaboracyjną, złożoną głównie z Rosjan i Białorusinów. Jej pododdziały szybko utworzyły zwarty kordon, ciągnący się przez Laski, Izabelin i Borzęcin w kierunku Leszna. Podobnie jak to wcześniej miało miejsce w Warszawie, ronowcy brutalnie terroryzowali polską ludność cywilną. Dla mieszkańców kampinoskich wsi codziennością stały się grabieże i gwałty na kobietach. Osoby, które stawiały opór lub naraziły się żołnierzom, nierzadko były mordowane na miejscu.
Do pierwszych potyczek ronowców z żołnierzami Grupy „Kampinos” doszło 28 sierpnia. Tego dnia w godzinach porannych patrol z kompanii Powstańczych Oddziałów Specjalnych „Jerzyki” dowodzony przez pchor. Zbigniewa Stoka ps. „Żarski” udał się do Truskawia, gdzie wdał się w walkę z silnym oddziałem RONA. Polscy żołnierze byli zmuszeni się wycofać, a podążający za nimi rosyjski pościg zatrzymał dopiero ostrzał z wysuniętych placówek „Jerzyków”. W starciu poległo lub odniosło śmiertelne rany trzech żołnierzy AK. Straty ronowców szacowano na dwóch zabitych i ośmiu rannych.
Celem licznych rosyjskich ataków stała się wkrótce polska placówka w przysiółku Pociecha nieopodal Truskawia. Była to jedna z najważniejszych pozycji obronnych Grupy „Kampinos”, gdyż zbiegały się tam drogi z Sierakowa i Truskawia, którymi Niemcy i ich kolaboranci mogli wedrzeć się w głąb opanowanej przez partyzantów puszczy. Ewentualna utrata przysiółka oznaczałaby także odepchnięcie oddziałów AK od strategicznie ważnych szos Warszawa – Modlin i Warszawa – Leszno oraz ostateczne odgrodzenie „Rzeczypospolitej Kampinoskiej” od powstańczej Warszawy. Ponadto obecność polskiej placówki w Pociesze uniemożliwiała Niemcom korzystanie z dogodnego leśnego traktu wiodącego z Warszawy przez Palmiry do Kazunia i Modlina. Tym samym byli oni zmuszeni do korzystania wyłącznie z szosy Warszawa – Modlin, która była już w tym czasie zagrożona atakami sowieckiego lotnictwa. Do 1 września w rejonie Pociechy skoncentrowały się znaczne siły RONA, których liczebność autorzy opracowania Działania powstańcze VIII Rejonu szacowali na dwa bataliony piechoty wsparte dwiema haubicami, dwoma działami kal. 75 mm oraz dziesięcioma moździerzami.
Zadanie obrony Pociechy dowództwo Grupy „Kampinos” powierzyło początkowo kompanii „Jerzyków”. Wkrótce piechurów wzmocniono jednak szwadronem 27 Pułku Ułanów AK, co pozwoliło zwiększyć liczbę obrońców do około 200 żołnierzy. Józef Krzyczkowski, a w ślad za nim Jerzy Koszada, podawali, że do przysiółka skierowany został 2 szwadron pod dowództwem st. wachm. Józefa Niedźwiedzkiego ps. „Lawina”. Marian Podgóreczny ps. „Żbik” – kronikarz Zgrupowania Stołpecko-Nalibockiego, uczestnik walk pod Pociechą – utrzymuje jednak stanowczo, że późnym popołudniem 28 sierpnia „Jerzykom” wysłano na pomoc jego macierzysty 3 szwadron pod dowództwem wachm. pchor. Narcyza Kulikowskiego ps. „Sum”. Polskie oddziały były rozlokowane w następujący sposób:
- centrum polskiej obrony stanowiła rozległa wydma, częściowo zalesiona starodrzewem i opadająca na południe w kierunku Truskawia. Północny skraj tego wzniesienia leżał w odległości zaledwie kilkudziesięciu metrów od zachodnich zabudowań Pociechy. Placówki na wydmie, nazwanej później „Westerplatte”, bronił pluton „Jerzyków” pod dowództwem ppor. Zdzisława Pajewskiego ps. „Zych” wraz z częścią II plutonu ułanów dowodzonego przez plut. Brunona Dawidowskiego ps. „Bronek”.
- główne siły kompanii „Jerzyków” obsadzały 500-metrowy skraj lasu na prawym skrzydle polskiej obrony. Utrzymywany przez „Jerzyków” odcinek ciągnął się od wspomnianej wydmy aż po wzgórze 95,2. To ostatnie wzniesienie stanowiło jednocześnie najdalej wysunięty na zachód skraj polskiej obrony. W nieco głębiej w lesie znajdowało się stanowisko dowódcy „Jerzyków”, por. Jerzego Strzałkowskiego ps. „Jerzy”.
- pozostałe pododdziały 3 szwadronu zajęły stanowiska na lewym skrzydle polskiej obrony, tj. na skraju lasu na północny zachód od zabudowań Pociechy. Zadaniem ułanów było zabezpieczenie leśnych traktów wiodących do Sadowej i Palmir. W pobliżu gajówki ulokował swoje stanowisko wachm. „Sum”.

Do pierwszych walk pod Pociechą doszło już 28 sierpnia. Tego wieczora RONA przeprowadziła w tym rejonie rozpoznanie bojem. Według Adama Borkiewicza w natarciu wzięła udział kompania piechoty wzmocniona plutonem zwiadowców i dysponująca wsparciem artylerii. Marian Podgóreczny szacował z kolei liczebność rosyjskiego oddziału na około 100–200 żołnierzy. Polscy partyzanci odparli atak, zabijając lub raniąc kilku ronowców.
29 sierpnia ronowcy wznowili działania zaczepne. Od wczesnego poranka polskie pozycje znajdowały się pod silnym ostrzałem broni maszynowej, na krótko przed południem do walki włączyła się również nieprzyjacielska artyleria. Pod osłoną jej ognia ruszyła wkrótce do natarcia rosyjska piechota. W plutonie „Jerzyków” broniącym placówki na wydmie ostrzał artylerii oraz zranienie dowódcy wywołały chwilową panikę. Polską obronę uratował wówczas przed załamaniem uł. Marian Podgóreczny ps. „Żbik”, który zagroził bronią uciekającym piechurom. Ostatecznie przy wsparciu dwóch odwodowych sekcji kawaleryjskich udało się utrzymać pozycję, a ronowców odeprzeć, zadając im ciężkie straty (Józef Krzyczkowski podawał, iż owe wypadki rozegrały się 31 sierpnia). Rosjanie uderzyli także na prawym skrzydle, zostali tam jednak zatrzymani przez piechurów por. „Jerzego”.
W dniach 30–31 sierpnia natężenie walk nie spadło. Polskie stanowiska znajdowały się pod silnym ostrzałem nieprzyjacielskiej artylerii i broni maszynowej, a ronowcy co pewien czas podejmowali próby przełamania polskiej obrony. Marian Podgóreczny wspominał, że celem rosyjskich ataków była przede wszystkim placówka „Westerplatte” oraz stanowiska kompanii „Jerzyków” na prawym skrzydle. Z kolei Józef Krzyczkowski podawał, że 30 sierpnia jedna z kompanii RONA podjęła nieudaną próbę obejścia polskiego lewego skrzydła. Tego dnia do walki włączyły się również niemieckie myśliwce, które omyłkowo ostrzelały rosyjską tyralierę. W południe 31 sierpnia polskie dowództwo zastąpiło „Jerzyków” kompanią ppor. „Mazura” z batalionu sochaczewskiego mjr. „Korwina”. W czasie przejmowania stanowisk na pierwszej linii „sochaczewiacy” znaleźli się pod silnym ogniem artylerii i w nieładzie opuścili bronioną pozycję. Kontratak sprowadzonych ponownie „Jerzyków” pozwolił jednak opanować sytuację, a do końca dnia żołnierze batalionu sochaczewskiego utrzymywali już samodzielnie zajmowane stanowiska (Józef Krzyczkowski podawał, iż owe wypadki rozegrały się 2 września). Wieczorem tego samego dnia zluzowano także 3 szwadron, którego stanowiska przejęli ułani z 2 szwadronu dowodzeni przez st. wachm. Józefa Niedźwieckiego ps. „Lawina”. Placówkę na wydmie obsadził I pluton pod dowództwem wachm. Jana Lewickiego ps. „Łotysz”, podczas gdy dwa pozostałe plutony ułanów zajęły stanowiska na lewym skrzydle.
W dniach 1–2 września polskie pozycje w rejonie Pociechy nadal intensywnie ostrzeliwała nieprzyjacielska artyleria. RONA kontynuowała także próby przełamania polskiej obrony. Józef Krzyczkowski podawał, że przez dwa dni Rosjanie przypuszczali niezbyt stanowcze natarcia, które za każdym razem zalegały pod ogniem polskich karabinów maszynowych i moździerzy. Dowództwo RONA nie podjęło przy tym próby obejścia polskich stanowisk, lecz z uporem rzucało swoje oddziały do frontalnego ataku. Z kolei w polskich oddziałach coraz bardziej dawało o sobie znać przemęczenie spowodowane ciągłym ostrzałem nieprzyjacielskiej artylerii. Adam Borkiewicz twierdził natomiast, że działania ofensywne RONA osiągnęły swój punkt kulminacyjny 2 września, kiedy to w trakcie wielogodzinnej walki żołnierze AK mieli odeprzeć aż siedem nieprzyjacielskich ataków.
Wieczorem 2 września stanowiska pod Pociechą zajął ponownie 3 szwadron wachm. „Suma”, który zluzował ułanów wachm. „Lawiny”. Tego samego wieczora obrońców przejściowo wsparła także namiastka artylerii Grupy „Kampinos”, którą dowodził ppor. „Leszczyc”. Polskie moździerze i granatniki oddały kilkadziesiąt strzałów w kierunku pozycji nieprzyjaciela.

### Bilans
2 września był ostatnim dniem ataków RONA na Pociechę. Polscy autorzy podają rozbieżne dane na temat strat poniesionych przez obie strony w trakcie sześciodniowej bitwy. Józef Krzyczkowski szacował, że w obronie Pociechy poległo 16 polskich żołnierzy a 23 odniosło rany. Twierdził przy tym, że straty „Jerzyków” i kawalerzystów sięgnęły 10 zabitych i 21 rannych, podczas gdy batalion sochaczewski miał utracić kilku zabitych i rannych. Z kolei Jerzy Koszada szacował polskie straty na 21 poległych i 35 rannych.
Według Krzyczkowskiego straty poniesione przez brygadę RONA w walce pod Pociechą wyniosły co najmniej 30 zabitych i 40 rannych. Jerzy Koszada oceniał natomiast, iż sięgnęły one 51 zabitych i 40 rannych.
W ocenie Mariana Podgórecznego sześciodniowe walki pozycyjne w rejonie Pociechy były najdłuższą bitwą partyzancką stoczoną na ziemiach polskich w okresie niemieckiej okupacji.

### Wypady na Truskaw i Marianów
Polskie dowództwo zdawało sobie sprawę, że Grupa „Kampinos” nie powinna się ograniczać do biernej obrony. Należało się bowiem liczyć z możliwością silniejszego nacisku nieprzyjaciela, przy czym wynik walk mógłby się okazać nieprzewidywalny, gdyby Niemcy wzmocnili ronowców bronią pancerną oraz dodatkowymi bateriami artylerii. Wywiad AK informował o stałym wzmacnianiu nieprzyjacielskich sił w Truskawiu i Sierakowie oraz o gromadzeniu nowych oddziałów w Laskach, Izabelinie i Hornówku. Jednocześnie artyleria RONA rozlokowana w Truskawiu i Sierakowie dawała się mocno we znaki obrońcom Pociechy. Polscy żołnierze musieli godzinami tkwić w okopach pod ostrzałem wroga, każdego dnia odnotowywano straty w zabitych i rannych. Nie bez znaczenia był również fakt, że miejscowa ludność domagała się od żołnierzy AK reakcji na zbrodnie popełniane przez ronowców.
Nocą 2/3 września dowodzący Pułkiem „Palmiry-Młociny” por. Adolf Pilch ps. „Dolina” zorganizował nocny wypad na kwaterujące w Truskawiu oddziały RONA. Dowodzony przezeń 80-osobowy oddział szturmowy dokonał głębokiego obejścia pozycji nieprzyjaciela, po czym uderzył na Truskaw od strony południowo-wschodniej. Zaskoczenie Rosjan było kompletne. Za cenę utraty 10 zabitych i 10 rannych niewielki oddział „Doliny” całkowicie rozbił dwa bataliony RONA, zdobywając przy tym duże ilości broni i amunicji (w tym działo kal. 75 mm). Polscy żołnierze zabili od 91 do 250 ronowców, a także zniszczyli od kilku do kilkunastu dział oraz blisko 30 wozów z amunicją. Tej samej nocy dowódca Grupy „Kampinos” mjr Alfons Kotowski ps. „Okoń” osobiście poprowadził podobny rajd na sąsiedni Sieraków. Polskie uderzenie trafiło jednak w próżnię, gdyż Rosjanie opuścili wieś poprzedniego dnia.
Polskie dowództwo postanowiło utwierdzić nieprzyjaciela w przekonaniu, że Grupa „Kampinos” przystąpiła do zakrojonych na szeroką skalę działań zaczepnych. W nocy 3/4 września przeprowadzono wypad na wieś Marianów nieopodal Leszna, gdzie kwaterował silny garnizon złożony z Niemców i ronowców. Kombinowany oddział pod dowództwem rtm. Zdzisława Nurkiewicza ps. „Nieczaj” i ppor. Zygmunta Koca ps. „Dąbrowa”, złożony z 80 ułanów z 2 i 4 szwadronu, dokonał głębokiego obejścia pozycji nieprzyjaciela, po czym uderzył na Marianów od południa. W wyniku niespełna półgodzinnej walki przeciwnik został doszczętnie rozbity. Polscy kawalerzyści zabili od 60 do 100 ronowców, zdobyli pewną ilość broni, a także wzięli od 22 do 24 jeńców (zostali oni rozstrzelani, gdy odnaleziono przy nich przedmioty i kosztowności zrabowane w Warszawie). Polskie straty ograniczyły się do jednego zabitego i pięciu rannych.
4 września pododdziały RONA wycofały się na linię Laski–Izabelin–Hornówek–Lipków, podpalając wcześniej połowę zabudowań Truskawia i niemal cały Sieraków. Ronowcy nie odważyli się już prowadzić działań ofensywnych przeciw Grupie „Kampinos”, ograniczając się do terroryzowania mieszkańców okolicznych wsi. 15 września resztki pułku załadowano do transportu w Błoniu i odesłano w rejon Raciborza, gdzie stacjonowała reszta sił RONA. Całą brygadę wcielono później w skład organizowanej na terenie Niemiec rosyjskiej 29 Dywizji Grenadierów SS.

## Działania obronne w połowie września
Zwycięstwa w Truskawiu i Marianowie spowodowały chwilowe osłabienie nieprzyjacielskiego nacisku na Pociechę. Już 12 września Niemcy ponownie obsadzili jednak Truskaw i Sieraków. W rejonie Pociechy rozgorzały wkrótce nowe walki, o mniejszej wszakże intensywności niż na przełomie sierpnia i września. Niemcy nękali obrońców przysiółka ogniem dział i moździerzy, a niewielkie pododdziały piechoty lub małe grupy pojazdów pancernych podejmowały co pewien czas próby zepchnięcia Polaków z ich stanowisk. Niemcy nie ograniczali się przy tym, jak to miało miejsce dotychczas, wyłącznie do ataków z rejonu Truskawia i Sierakowa. Podejmowali także próby penetracji polskich stanowisk od strony Palmir.
Za obronę Pociechy odpowiadał w tym czasie batalion sochaczewski mjr. „Korwina”. Co trzy dni pozycje obronne obsadzała jedna z jego kompanii, która po upływie wyznaczonego czasu była luzowana przez kolejną. Dowództwo Grupy „Kampinos” wzmocniło „sochaczewiaków” szwadronem 27 Pułku Ułanów (szwadrony były rotacyjnie zmieniane co 24 godziny). Ponadto polscy saperzy założyli miny przeciwpancerne i przeciwpiechotne na głównych kierunkach spodziewanych natarć. Na przedpola Sierakowa i Truskawia zapuszczały się polskie patrole.
15 lub 16 września do polskich pozycji zbliżyły się dwa niemieckie samochody pancerne, które nadjechały od strony Palmir. Atak nastąpił w bardzo niesprzyjającym momencie, gdyż polscy saperzy nie zdążyli odbezpieczyć min, które ułożyli właśnie na drodze z Palmir do Pociechy. Czynność tą musiano wykonać pod ogniem nieprzyjaciela, co kosztowało życie dwóch żołnierzy. Niemniej poświęcenie saperów pozwoliło zatrzymać niemiecki atak, gdyż wkrótce jeden z pojazdów wyleciał na minie, a drugi został zmuszony do zawrócenia. Ze zniszczonego pojazdu wymontowano nieuszkodzony karabin maszynowy oraz działko kal. 20 mm.
W połowie miesiąca Niemcy podjęli bardziej zdecydowaną próbę opanowania Pociechy (polskie źródła datują to wydarzenie na 15 lub 17 września). Stanowiska ułanów i „sochaczewiaków” zaatakował wówczas od strony Sierakowa oddział niemieckiej żandarmerii w sile batalionu. Miny oraz ogień polskiej broni maszynowej zatrzymały natarcie nieprzyjaciela, który poniósł poważne straty, obliczane na 15 zabitych i 18 rannych.
Kilka dni później kampinoska „artyleria” pod wodzą ppor. „Leszczyca” wyeliminowała wysunięte gniazdo broni maszynowej ulokowane przy drodze z Pociechy do Truskawia, które dotąd mocno dawało się we znaki obrońcom przysiółka.

## Operacja „Spadająca gwiazda”
Obecność silnego partyzanckiego zgrupowania na bezpośrednim zapleczu frontu budziła duży niepokój niemieckiego dowództwa. Wobec wstrzymania sowieckiej ofensywy oraz dogasania powstania w Warszawie niemieckie dowództwo uznało w drugiej połowie września, że nadszedł dogodny moment, aby przystąpić do likwidacji Grupy „Kampinos”. W operacji przeciwpartyzanckiej, której nadano kryptonim Sternschnuppe (pol. „Spadająca Gwiazda”) udział wzięła kombinowana grupa taktyczna pod dowództwem gen. Friedricha Bernhardta, dysponująca artylerią, bronią pancerną i wsparciem lotnictwa. Całość sił wyznaczonych do rozbicia Grupy „Kampinos” przewyższała pod względem liczebności i uzbrojenia strukturę etatowej dywizji piechoty.
Operacja Sternschnuppe rozpoczęła się 27 września, kiedy to Niemcy uderzyli na polskie pozycje we wschodniej oraz południowo-wschodniej części Puszczy Kampinoskiej. Celem ataku stała się m.in. Pociecha, której broniła kompania por. „Nawrota” z batalionu sochaczewskiego oraz pluton z 3 szwadronu 27 Pułku Ułanów dowodzony przez plut. Antoniego Burdziełowskiego ps. „Wir”. Około południa polska placówka została zaatakowana przez niemiecką piechotę wspartą przez trzy czołgi. Obrońcy ponieśli stosunkowo poważne straty, niemniej ogniem swych moździerzy i PIAT-ów zdołali odeprzeć pierwsze niemieckie ataki. Niemcy wycofali się wówczas na odległość ok. pół kilometra, po czym przystąpili do metodycznego ostrzeliwania polskich stanowisk. Wobec rosnącego nacisku przeciwnika por. „Nawrot” był po pewnym czasie zmuszony odsłonić swoje lewe skrzydło poprzez przerzucenie stojącego tam plutonu por. „Borka” na inny odcinek. Wykorzystali to Niemcy, którzy nie napotykając poważniejszego oporu obeszli polską placówkę na wydmie. Wobec groźby okrążenia żołnierze AK byli zmuszeni wycofać się na odległość około dwóch kilometrów od zajmowanych pierwotnie pozycji. Próba odbicia utraconych stanowisk załamała się pod ogniem niemieckiej artylerii. Polacy zdołali jednak utrzymać pozycje w lesie na północ od wsi. Józef Krzyczkowski szacował, że tego dnia poległo pięciu obrońców Pociechy, a kolejnych czterech odniosło rany. Niemieckie straty miały się zamknąć liczbą dwóch zabitych i trzech rannych.
Zgodnie z zamierzeniem powziętym już kilka tygodni wcześniej mjr „Okoń” postanowił wycofać swoje zgrupowanie z Puszczy Kampinoskiej i przejść w Góry Świętokrzyskie. Polskie oddziały nie podjęły tym samym próby odzyskania Pociechy. O godzinie 22.00 wszystkie wysunięte polskie placówki otrzymały rozkaz oderwania się od nieprzyjaciela i dołączenia do formującej się w Wierszach kolumny. Godzinę później Grupa „Kampinos” rozpoczęła odwrót w kierunku zachodnim.

## Upamiętnienie
W Pociesze, na niewielkim wzniesieniu okolonym murem, znajduje się pomnik ku czci żołnierzy z kompanii „Jerzyków” poległych w obronie przysiółka. Pomnik tworzy stylizowany krzyż oraz ustawiona pod kątem tablica.